# Universitat de Califòrnia a Davis

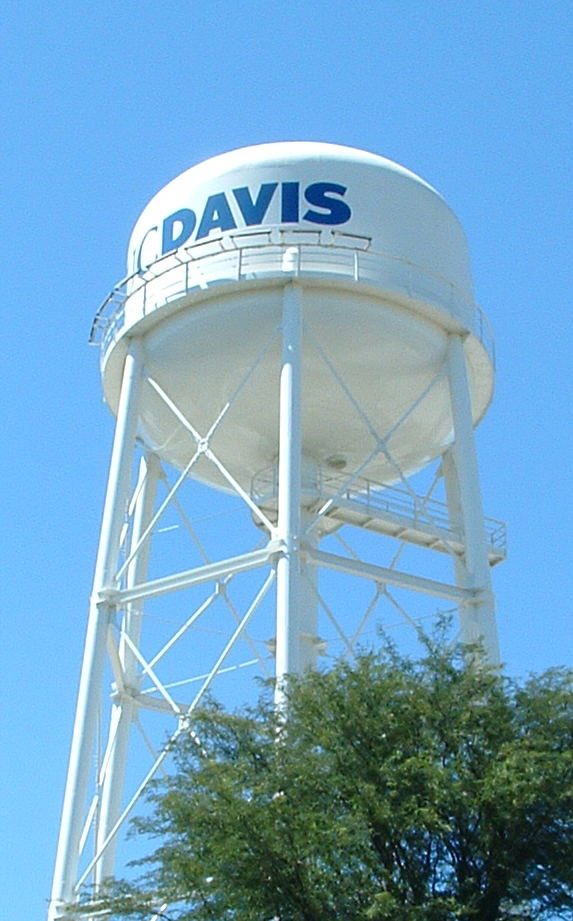
Water Tower

La Universitat de Califòrnia a Davis (dita igualment UC Davis o UCD) és una universitat pública co-educacional localitzada a Davis, Califòrnia, a l'oest de Sacramento la capital de l'estat de Califòrnia. La universitat és part del sistema de la Universitat de Califòrnia.
El campus es va iniciar com una extensió de la Universitat de Califòrnia (Berkeley) especialitzada en temes d'agricultura. Després de ser la ‘granja de l'agricultura’, es va convertir en el segon campus del sistema d'Universitats de Califòrnia. Des de la seva fundació, la universitat ha participat en gran manera del desenvolupament agropecuari de Califòrnia, un dels sectors més importants de l'estat i una de les regions agràries més importants del país, gràcies a la seva recerca en llavors, fertilitzants, races d'animals i formació tècnica per a agricultors.

## Centres docents
La Universitat de Califòrnia en Davis té 102 programes de grau i 78 de postgrau. Els programes de grau s'imparteixen en quatre facultats.
- Facultat de Lletres i Ciència
- Facultat de Ciències Biològiques
- Facultat d'Agricultura i del Medi ambient
- Facultat d'Enginyeria

Els programes de postgrau s'imparteixen en set escoles:
- Estudis de Postgrau de l'UC Davis
- Escola de Postgrau d'Administració
- Escola d'Educació
- Escola de Dret
- Escola de Medicina
- Escola d'Infermeria Betty Irene Moore
- Escola de Medicina Veterinària

## Classificació
L'UC Davis està posicionada entre les 45 millors universitats del món en els rànquings consultats. Ocupa el número 38 segons "Best Colleges", el número 17 segons The Washington Monthly, està classificada en el número 16 per la Fundació Nacional de la Ciència dels Estats Units i és la número 43 segons l'ARW
.
També està dins de les 10 millors universitats públiques dels Estats Units. La seva planta professoral inclou 21 membres de l'Acadèmia Nacional de Ciències dels Estats Units, 20 membres de l'Acadèmia Americana d'Arts i Ciències i 9 membres de l'Acadèmia Nacional d'Enginyers dels Estats Units.